# Euborellia annulipes
Bọ đuôi kìm chân khoang (Euborellia annulipes) là một loài động vật cánh da trong chi Euborellia, họ Anisolabididae, thuộc phân bộ Forficulina, và bộ Dermaptera.
Euborellia annulipes trưởng thành thường có màu nâu sẫm, và dài từ 10 mm (0,4 in) đến 25 mm (1.0 in). Nó là một loài không cánh, và giống như hầu hết các loài động vật cánh màng, con cái lớn hơn con đực. Chân của chúng màu nâu nhạt, và có một khoang tối đáng chú ý ở khoảng giữa của chân. Râu thường có mười sáu phân đoạn, mặc dù số cá thể có số phân đoạn khác. 
Loài này thường được sử dụng để tiêu diệt bọ cánh cứng phá hoại cây dừa.